# Church Rock
Church Rock (navaho Kinłitsosinil) és una concentració de població designada pel cens dels Estats Units a l'estat de Nou Mèxic. Segons el cens del 2000 tenia 1.077 habitants.

## Demografia
Segons el cens del 2000, Church Rock tenia 1.077 habitants, 258 habitatges, i 214 famílies. La densitat de població era de 174 habitants per km².
Dels 258 habitatges en un 56,2% hi vivien nens de menys de 18 anys, en un 43,4% hi vivien parelles casades, en un 31% dones solteres, i en un 16,7% no eren unitats familiars. En el 15,1% dels habitatges hi vivien persones soles el 3,5% de les quals corresponia a persones de 65 anys o més que vivien soles. El nombre mitjà de persones vivint en cada habitatge era de 4,17 i el nombre mitjà de persones que vivien en cada família era de 4,65.
Per edats la població es repartia de la següent manera: un 42,2% tenia menys de 18 anys, un 11,7% entre 18 i 24, un 26% entre 25 i 44, un 15,6% de 45 a 60 i un 4,5% 65 anys o més.
L'edat mediana era de 22 anys. Per cada 100 dones de 18 o més anys hi havia 87,3 homes.
La renda mediana per habitatge era de 27.917 $ i la renda mediana per família de 28.958 $. Els homes tenien una renda mediana de 23.529 $ mentre que les dones 21.016 $. La renda per capita de la població era de 6.780 $. Aproximadament el 34,3% de les famílies i el 36% de la població estaven per davall del llindar de pobresa.
El segons el cens dels Estats Units de 2010 el 98,14% dels habitants són nadius americans i el 0,65% blancs.

## Poblacions més properes
El següent diagrama mostra les poblacions més properes.